# Commission nationale du croissant lunaire
La commission nationale du croissant lunaire est une commission camerounaise chargée de fixer le jour de fin du ramadan, l'aïd el-Fitr, qui est décrété jour férié.